# ホラガイ
ホラガイ（法螺貝、学名 Charonia tritonis、英: Triton's trumpet）は、ホラガイ科（旧分類：中腹足目 フジツガイ科）に分類される巻貝の一種。日本産の巻貝では最大級の種類で、身は食用とされ、貝殻は楽器として使用される。
近縁種にボウシュウボラ（学名 Charonia lampas sauliae）、ナンカイボラ（学名 Charonia sauliae macilenta）があり、流通上は区別されずにホラガイと呼ばれることが多い。

## 分布
紀伊半島以南の西太平洋、インド洋に広く分布。日本では、紀伊半島、八丈島以南に分布する。

## 形態

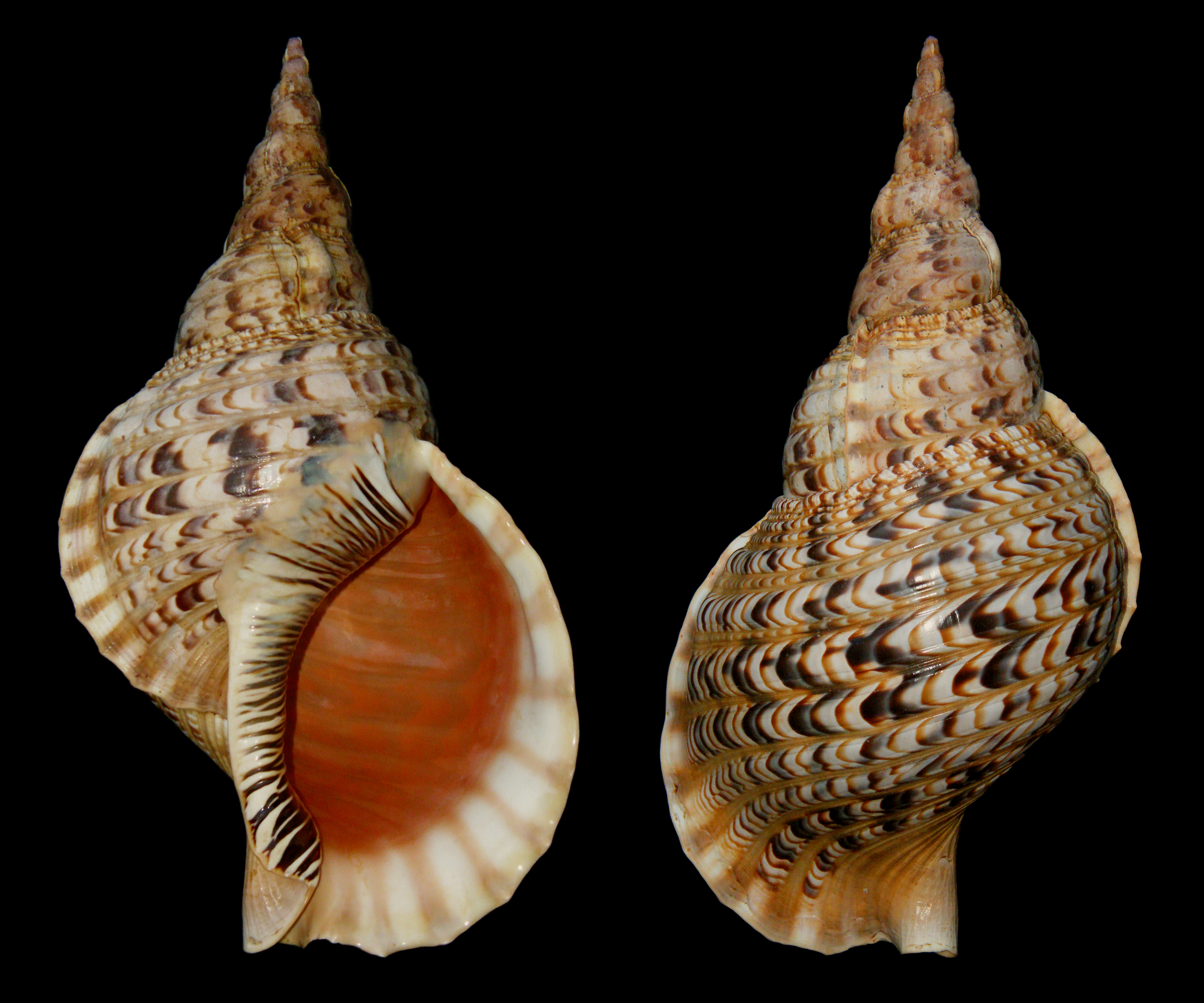
ホラガイ

殻高が40cmを超え、殻径も19cmに達する大型の巻貝である。殻は卵円錐形で、上方の螺塔は高く尖り、下方の体層は大きく丸く膨らむ。殻の表面には太く低い螺肋があり、褐色、紅色、白色等の三日月から半月状の斑紋が交互に現れてヤマドリの羽のような模様になる。殻口は広く、外唇は丸く反り返って、縁沿いに黒色と白色の畝が交互に並ぶ。

## 生態
潮間帯下のサンゴ礁や岩礁に生息し、ヒトデ類を好んで食べる。サンゴを食害するオニヒトデを捕食するため「オニヒトデの天敵」とされるが、摂餌頻度が低く生息数も少ないため駆除方法としての実用化には至っていない。

## 利用

### 楽器としての利用

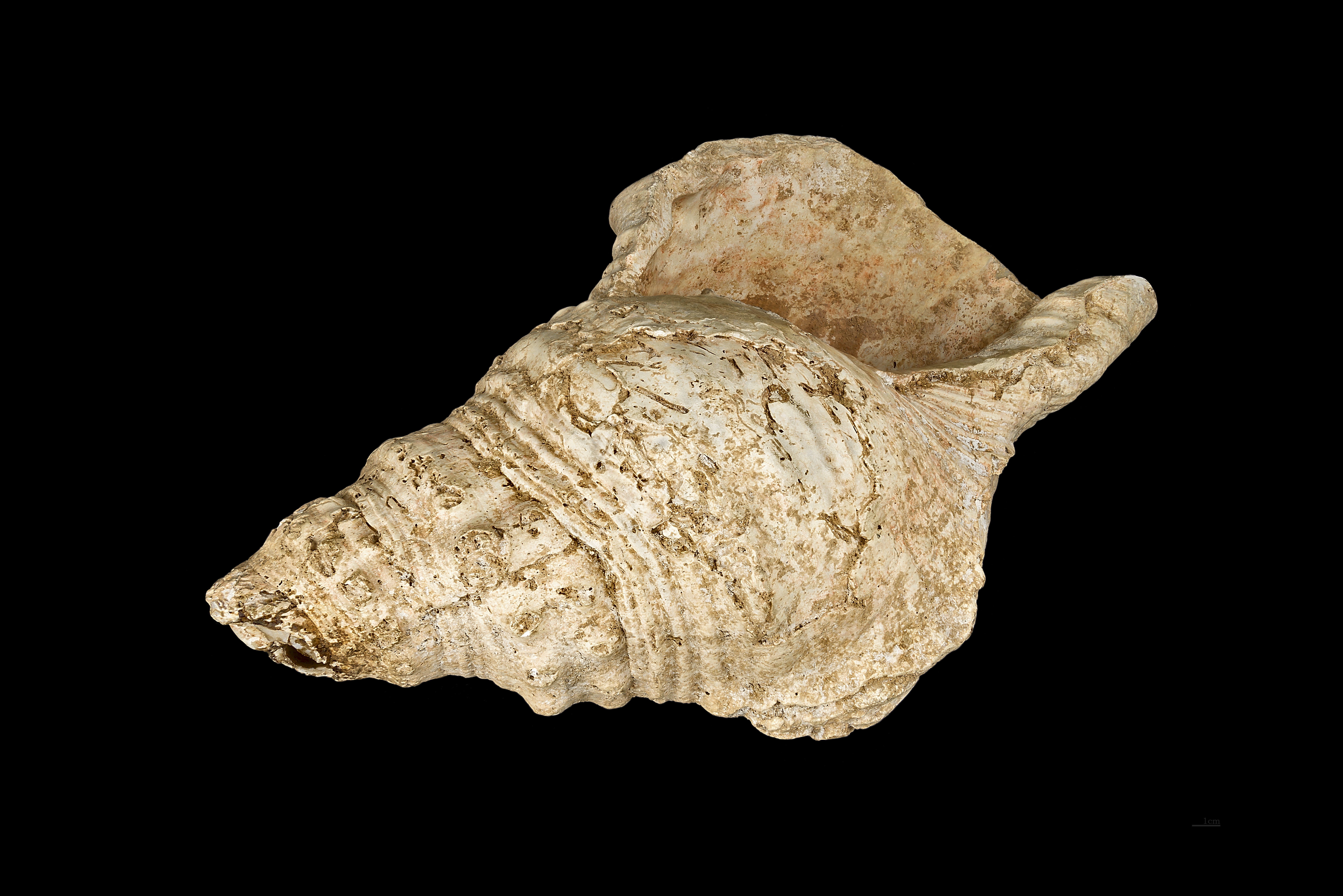
マルスラ洞窟で発掘されたホラガイの笛

ホラガイを加工した吹奏楽器が、日本、中国（漢族他少数民族）、東南アジア、オセアニアで見られる。楽器分類法上は、唇の振動で音を出すため金管楽器に分類される。
2021年2月10日、フランス国立科学研究センターは、フランス南西部ピレネー山脈の麓に位置するマルスラ洞窟の遺跡から、約1万8000年前のホラガイの一種から作られた笛が発掘されたことを、アメリカの科学雑誌「サイエンス・アドバンシズ」に発表した。この笛は、トゥールーズ自然史博物館に長らく儀式用のカップとして所蔵されていたもので、近年の分析の結果、笛として使われていたことがわかったという。また、この笛は「世界最古の大型巻貝の笛」の可能性があると考えられている。
釈迦の鹿野苑での初転法輪の際、帝釈天が右巻きの白い法螺貝を贈ったとの伝説から右巻きの法螺貝（右旋法螺）は縁起物として扱われ、また、鳩摩羅什訳『法華経』に「吹大法螺」などの記述があり、この時代には楽器として用いられていたことがわかる。

#### 日本

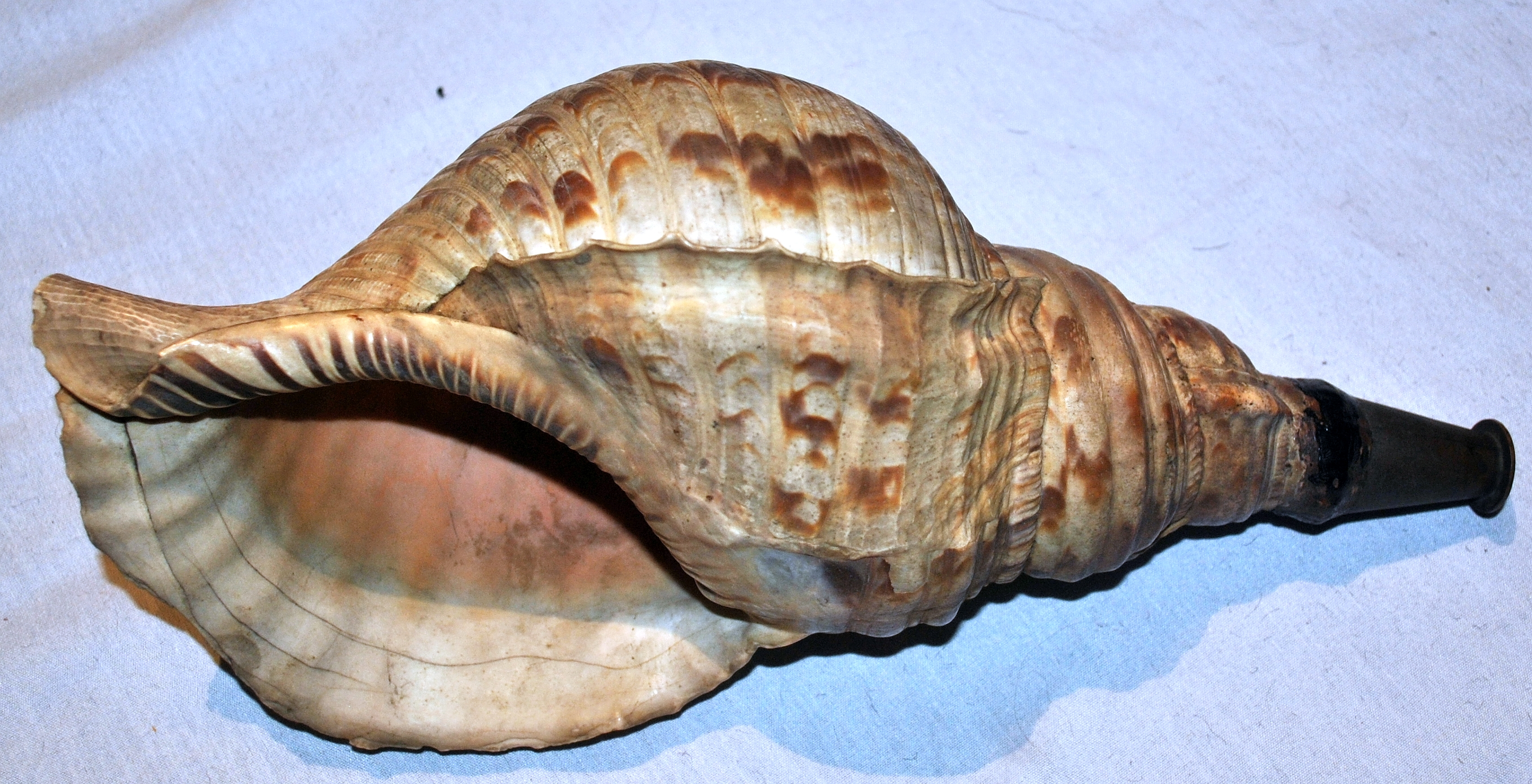
音を出せるよう加工されたホラガイの貝殻

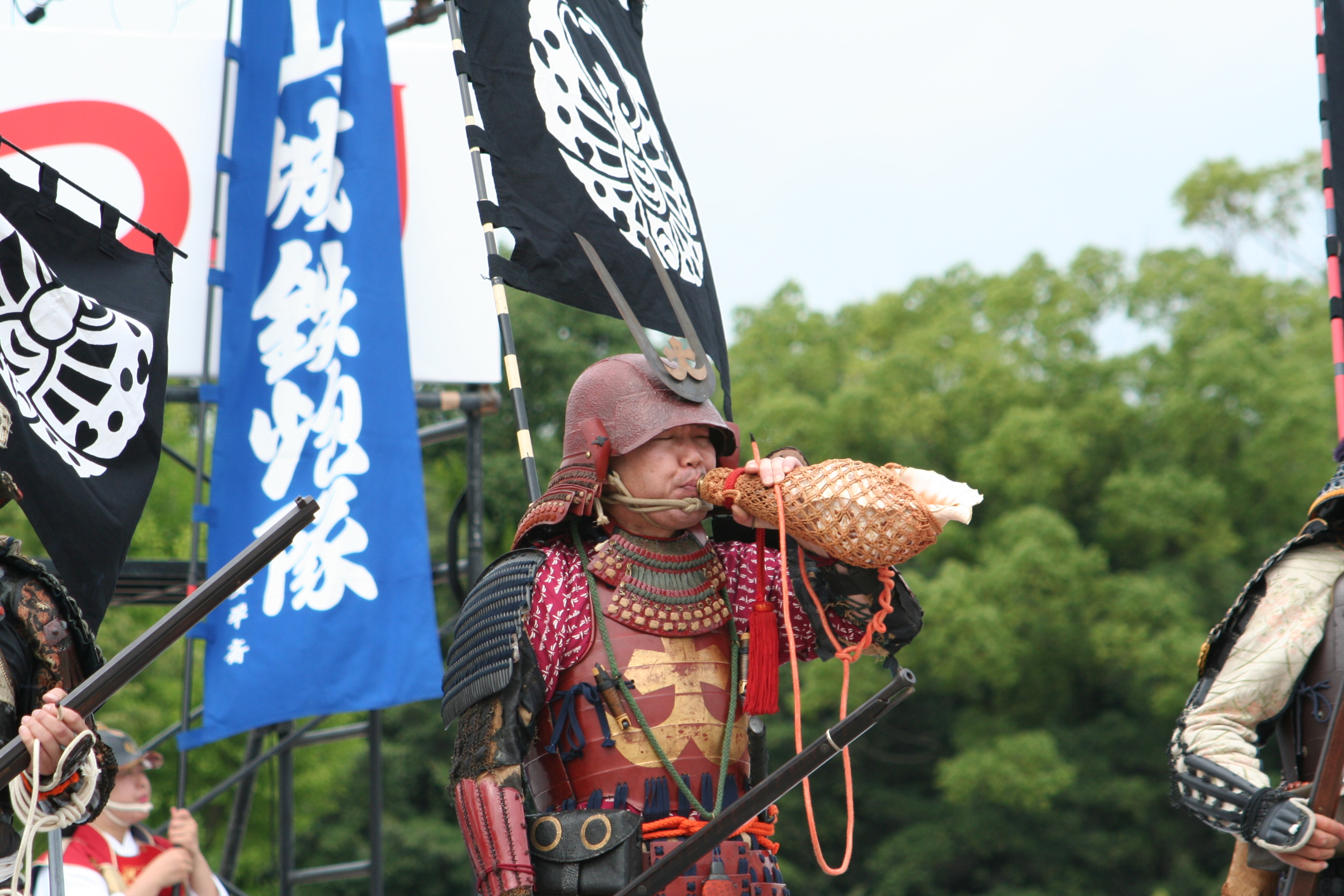
法螺貝を吹く甲冑武者（姫路お城祭）

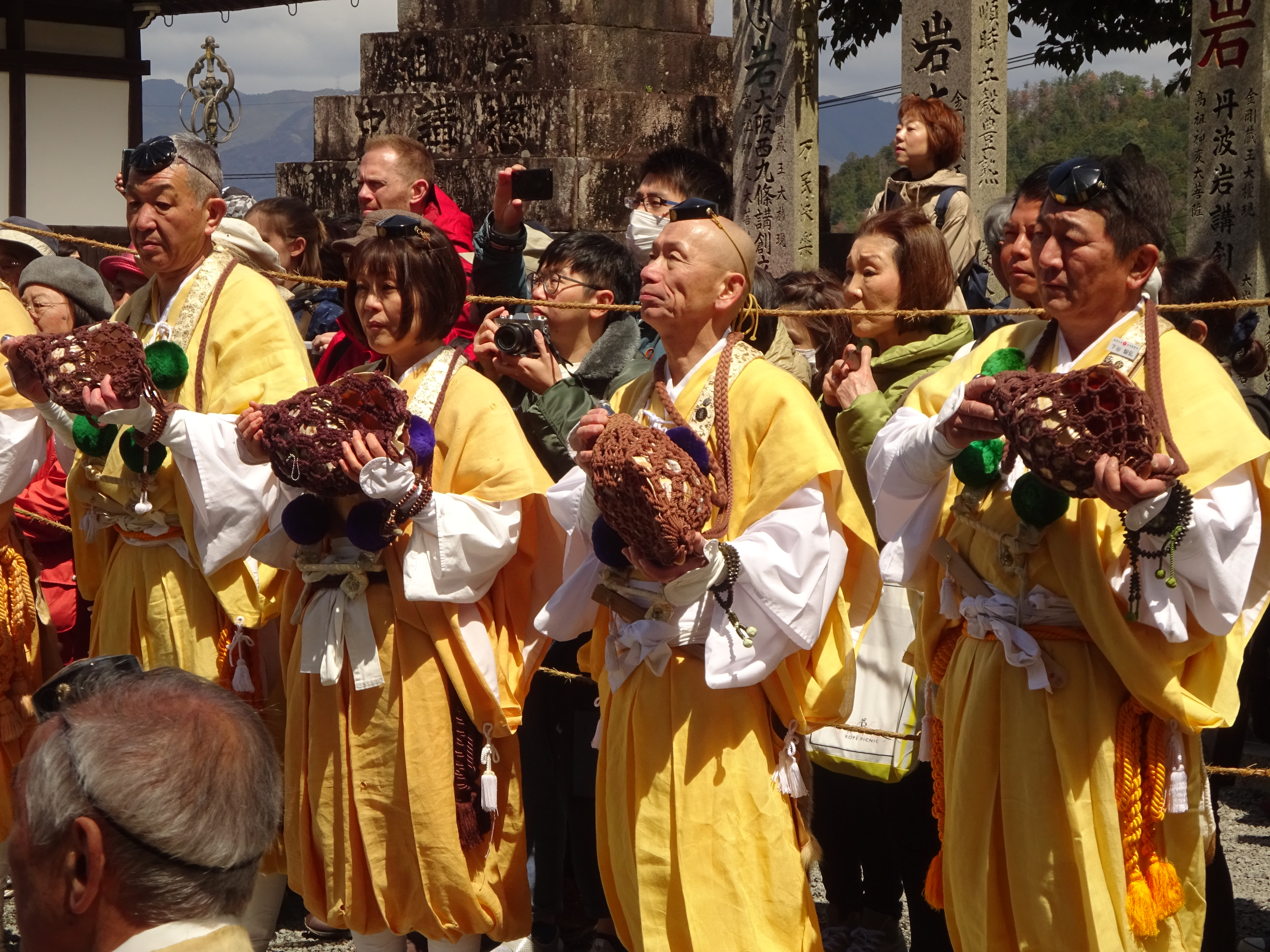
法螺貝を持つ山伏（金峯山寺）

日本では、貝殻の殻頂を4-5cm削り、口金を石膏等で固定して加工する。
日本での使用例は、平安時代から確認できる。12世紀末成立の『梁塵秘抄』の一首に、「山伏の腰につけたる法螺貝のちやうと落ちていと割れ砕けてものを思ふころかな」と記されている。同じく12世紀成立の『今昔物語集』にも、本朝の巻「芋がゆ」の中で、人呼びの丘と呼ばれる小高い塚の上で法螺貝が使用されていた記述がある。
現存する中世の法螺貝笛としては、「北条白貝」（大小2つ）がある。16世紀末の小田原征伐の際、降伏した北条氏直が黒田孝高（如水）の仲介に感謝し、贈ったものの一つとされ、福岡市美術館が所蔵している。
家紋としては、京都聖護院の「法螺貝紋」が知られ、「糸輪に法螺貝紋」などがある。

##### 軍事での使用
戦国時代には合戦における戦陣の合図や戦意高揚のために、陣貝と呼ばれる法螺貝が用いられた。上泉信綱伝の、大江家の兵法書を戦国風に改めた兵書『訓閲集』に、戦場における作法が記述されている。元々、軍用の陣笛は、動物の角などを用いていたが、のちに法螺貝に代わったとされる。
近代期の戦闘でも陣貝は用いられ、一例として、明治期の秩父事件において、戸長役場の報告として、「町の東西北三方より暴徒600人計、螺（ホラ）を吹き、鬨の声を発し、押し来たり」と記録されている。
新渡戸稲造が聞いた話として、「戦争で用いられる法螺笛は、なるべき傷があるものが選ばれたとされ、その理由として、海底で波とうに打たれ、たたかれ、かしこの岩や石にぶつかり、かん難を重ねた貝が一番良い音を発するゆえ、漁師が取っていた」としている。

##### 仏教での使用
密教用語では、法螺は、「ホラ」ではなく、「ホウラ」と読む。如来の説法の声を象徴し、その音を聞けば、罪は消滅し、極楽に往生できると経典に記され（後述書 p.152）、衆生の罪の汚れを消し去り、悟りに導く象徴として法螺が吹かれた。空海が持ち帰ったともされ、灌頂の際には阿闍梨が受者に法螺を授けた。
修験道では、「立螺作法（りゅうらさほう）」と呼ばれる実践が修行される。立螺作法には、当山派・本山派などの修験道各派によって流儀を異にし、吹奏の音色は微妙に違う。大まかには乙音（低音側）、甲音（高音側）、さらには調べ、半音、当り、揺り、止め（極高音）などを様々に組み合わせて、獅子吼に擬して仏の説法とし、悪魔降伏の威力を発揮するとされ、更には山中を駈ける修験者同士の意思疎通を図る法具として用いられる。軍用の法螺は三巻半の貝が用いられ、山伏の法螺は三巻の貝が用いられた。
昭和初期に発表された醍醐寺三宝院当山派本間龍演師の『立螺秘巻』は、その後の修験者、とりわけ吹螺師を修行する者の必須テキストとして評価伝承されている。
東大寺二月堂の修二会（お水取り）では、堂内から鬼を追い祓うため、法螺貝が吹き鳴らされる。重要文化財の『二月堂修中練行衆日記』には足利義満が1391年（明徳2年）に二月堂を訪れ、修二会で使われる「尾切」及び「小鷹」という銘の法螺貝の音を楽しんだという記録がある。
秋田県の俗信に「山伏が法螺を吹くと雨が降る」というものがある。

##### 竹法螺
ホラガイ#分布にあるように、東日本では入手しづらかったため、代用品として「竹法螺」が作られ、用いられた。東北を舞台とする落語の『一眼国』では竹法螺が登場する。また、1738年（元文3年）に磐城平藩で起きた磐城平元文一揆（岩城騒動）でも竹法螺が用いられた。愛媛県南予地方の牛鬼まつりでも、竹法螺が用いられる。

#### 日本以外

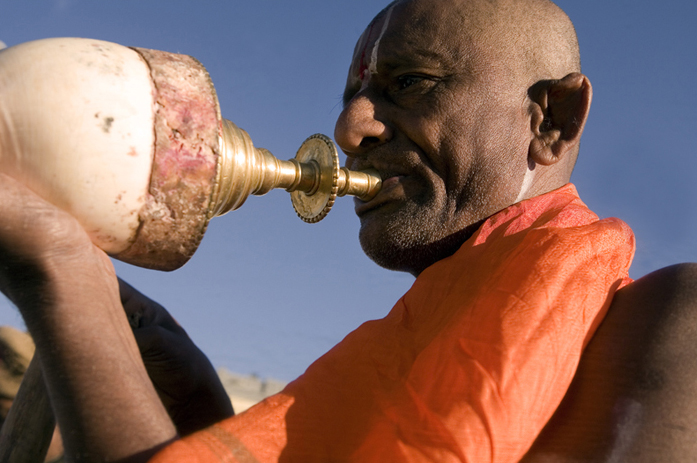
プージャーの儀式でシャンカを吹くヒンズー教の祭司

チベット語でトゥンカルは「白いホラガイ」の意である。サンスクリットではシャンカ（śaṅkha）と呼ばれる。ヴィシュヌ神の象徴であり、奉納品で、海での安全を願う魔除けである。
ハワイではプ(pu)と呼ばれる。ワイカプ　(wai-ka-pu【ホラ貝の(音がする)水】)の語源の一部ともなっている。

### 食用
内臓の部分を除く身の部分は刺身などの食用とされる。ただし、内臓にテトロドトキシンを蓄積することがあるため注意が必要である。

### 装身具としての利用
シャンカから、バングルやブレスレットなどが作られる。

### 薬としての利用
古代インドの医学書『アーユルヴェーダ』に Shankha bhasma という薬として書かれている。ライムジュースに浸して10-12回焼き、最終的に粉末とする。この粉末にはカルシウム、鉄、マグネシウムが含まれ、制酸薬・整腸剤として機能すると考えられている。
栃木県芳賀郡の俗信として「からみみになったら、法螺貝を削り、その粉を耳の中に入れると治る」とされた。また、三重県では民間療法として「できものには法螺貝のふたを焼いてつけると吸い出し効果がある」とされた。